# Susan Ronan
Pour les articles homonymes, voir Ronan.
Susan Sue Ronan, née le 21 février 1964 à Dublin, est une footballeuse internationale Irlandaise devenue ensuite entraineuse. Après une carrière passée dans différents club irlandaise et vingt-deux sélections en équipe nationale, elle devient entraîneuse et prend en charge de 2010 à 2016 l'équipe nationale féminine irlandaise.

## Carrière de joueuse
Susan Ronan nait à Dublin le 21 février 1964. Elle commence le football dans des clubs de quartiers du nord de la capitale irlandaise comme Cherrywood et Packard. Elle intègre ensuite l'équipe première de Welsox FC. Après la reprise du club par le géant dublinois voisin du Shelbourne FC, elle joue le reste de sa carrière sous les couleurs rouges de Shelbourne Ladies.
Ronan commence sa carrière de joueuse avec le rôle d'avant centre, avant que Mike Cooke son entraineur en équipe nationale lui demande de reculer d'un rang sur le terrain et de devenir milieu de terrain.
Sue Ronan est sélectionnée en équipe nationale irlandaise pour la première fois en 1988, à l'occasion d'un match à l'extérieur contre la Suède. Elle accumule au cours de sa carrière 22 sélection en équipe d'Irlande.
En 1993, elle est élue joueuse irlandaise de l'année.

## Carrière d'entraîneur
Une fois sa carrière de joueuse achevée, Sue Ronan devient entraineuse. Intégrée dans les équipes techniques de la fédération irlandaise, elle est responsable entre 1994 et 2000 de l'équipe nationale féminine des moins de 16 ans. Elle est ensuite promue responsable des moins de 19 ans, avant de venir l'adjointe du sélectionneur de l'équipe nationale féminine irlandaise, Noel King.
Sue Ronan devient la sélectionneuse irlandaise en octobre 2010. A ce titre, elle est aussi chargée de l'ensemble de la politique de promotion de la pratique féminine du football en Irlande pour toutes les classes d'âge
Elle reste à la tête de l'équipe nationale jusqu'en 2016, date à laquelle est les remplacée par l'anglais Colin Bell. 

## A la FAI
Après six ans à la tête de l'équipe nationale, Susan Ronan devient la responsable du football féminin au sein de la FAI.
On doit à son action et son investissement dans la reconnaissance de la pratique féminine du football une décision hautement symbolique : le mise à niveau des indemnités fédérale pour les internationaux. Jusqu'en septembre 2021, les hommes étaient indemnisés à hauteur de 2 500 euros par apparition sous le maillot vert de l'équipe d'Irlande, et les femmes 500 euros. Le 30 août 2021, la FAI annonce que homme et femmes seront dès à présent indemnisés de la même manière. La rémunération des femmes augmente donc de 2 000 euros.